# ويزلي كارول (لاعب كرة قدم أمريكية)
ويزلي كارول (بالإنجليزية: Wesley Carroll)‏ هو لاعب كرة قدم أمريكية أمريكي، ولد في 6 سبتمبر 1967 في كليفلاند في الولايات المتحدة.

## وصلات خارجية
- ويزلي كارول (لاعب كرة قدم أمريكية) على موقع مرجع كرة القدم المحترفة.كوم (الإنجليزية)